# Megan Nick
Megan Nick (Shelburne, 9 de julio de 1996) es una deportista estadounidense que compite en esquí acrobático. Participó en los Juegos Olímpicos de Pekín 2022, obteniendo una medalla de bronce en la prueba de salto aéreo.

## Palmarés internacional
| Juegos Olímpicos | Juegos Olímpicos | Juegos Olímpicos  | Juegos Olímpicos |
| Año              | Lugar            | Medalla           | Prueba           |
| ---------------- | ---------------- | ----------------- | ---------------- |
| 2022             | Pekín (China)    | Medalla de bronce | Salto aéreo      |